# Peter et Sloane
Ne doit pas être confondu avec Stone et Charden.

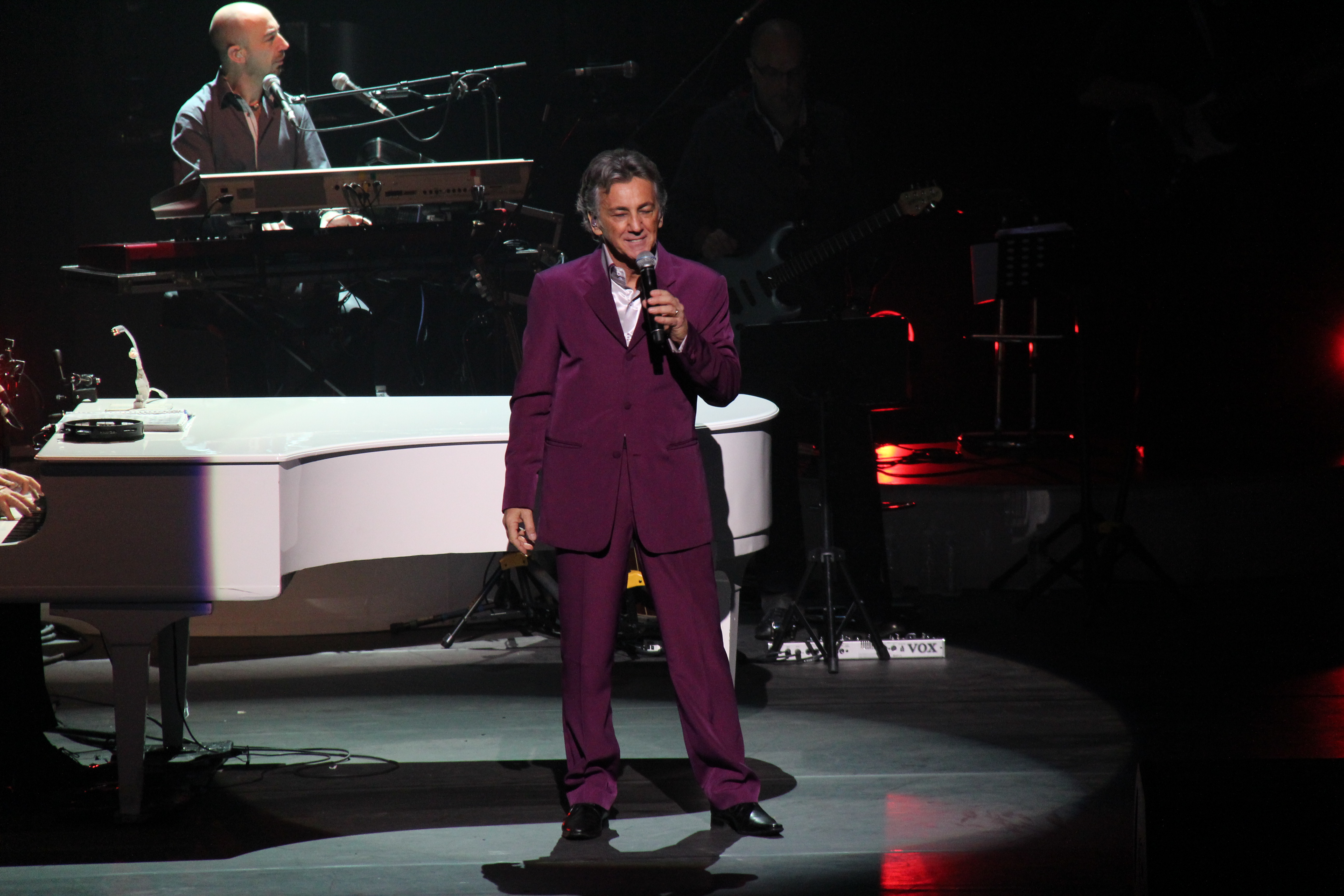
Jean-Pierre Savelli (Peter) sur scène en 2012.

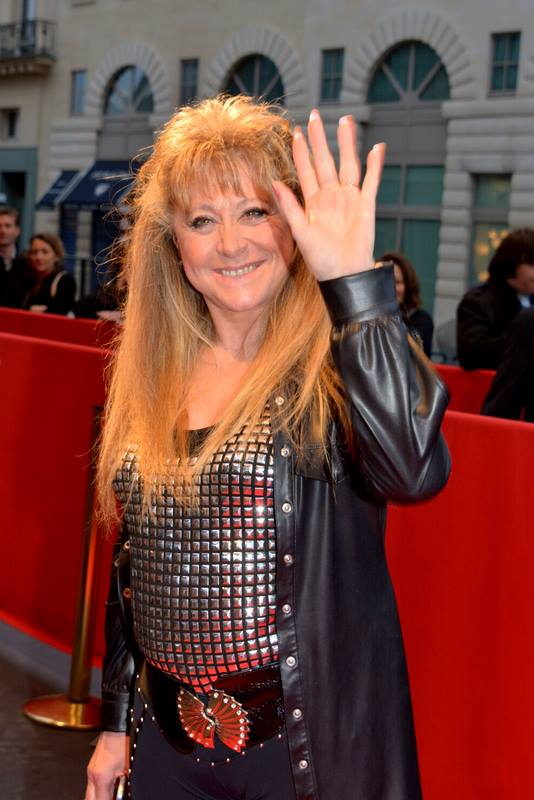
Chantal Richard (Sloane) en avril 2015.

Peter et Sloane est un duo français de musique de variétés des années 1980. Il est constitué de Jean-Pierre Savelli (alias Peter) et Chantal Richard (alias Sloane). Son plus grand succès commercial est la chanson Besoin de rien, envie de toi composée en 1984, qui reste neuf semaines n°1 du Top 50.

## Présentation
Sloane a fait partie auparavant de la Bande à Basile.
En 2003, le duo tente un retour dans l'émission Retour gagnant sur TF1. En 2009, il participe à la tournée RFM Party 80, un spectacle musical qui rassemble des chanteurs des années 1980 ayant été en tête du Top 50. À l'occasion des 25 ans du Top 50, Peter et Sloane accordent une longue interview au site musical Charts in France, le 6 novembre 2009. En 2011, le duo participe à la tournée Âge tendre et Têtes de bois. 
En 2012, Peter et Sloane font partie de la tournée Best of RFM Party 80, qui passe le 22 mars par le Palais omnisports de Paris-Bercy. Le film Stars 80 produit par Thomas Langmann raconte de manière humoristique l’aventure de cette tournée à succès qui a réuni plus d’un million de spectateurs. Ils y jouent leur propre rôle.
On les aperçoit brièvement en train de se disputer au début de l'un des épisodes « La Séparation » de la série télévisée Un Gars, Une Fille.

## Origine des pseudonymes
D'après Peter et Sloane, le pseudonyme « Peter » serait l'anglais du prénom de Jean-Pierre Savelli. Quant à « Sloane », il s'agirait d'une contraction de Slow pour Anne (une chanson écrite avant leur rencontre).

## Titres
- 1984 : Besoin de rien, envie de toi
- 1985 : C'est la vie d'château avec toi
- 1986 : Pour tous ceux qui vont s'aimer
- 1991 : Imagine que tout recommence
- 1997 : Besoin de rien envie de toi (nouvelle version)
- 2001 : Remix Besoin de rien envie de toi, avec des reprises : J'ai encore rêvé d'elle, Alexandrie Alexandra, Il suffira d'un signe et des chansons originales.